# Prunet d'Orlhac
Prunet és un municipi francès situat al departament de Cantal i a la regió d'Alvèrnia-Roine-Alps. L'any 2007 tenia 501 habitants.

## Demografia

### Població
El 2007 la població de fet de Prunet era de 501 persones. Hi havia 184 famílies de les quals 36 eren unipersonals (20 homes vivint sols i 16 dones vivint soles), 60 parelles sense fills, 76 parelles amb fills i 12 famílies monoparentals amb fills.
La població ha evolucionat segons el següent gràfic:
Habitants censats

### Habitatges
El 2007 hi havia 245 habitatges, 195 eren l'habitatge principal de la família, 33 eren segones residències i 17 estaven desocupats. 241 eren cases i 3 eren apartaments. Dels 195 habitatges principals, 166 estaven ocupats pels seus propietaris, 19 estaven llogats i ocupats pels llogaters i 10 estaven cedits a títol gratuït; 2 tenien una cambra, 3 en tenien dues, 22 en tenien tres, 56 en tenien quatre i 112 en tenien cinc o més. 158 habitatges disposaven pel capbaix d'una plaça de pàrquing. A 74 habitatges hi havia un automòbil i a 104 n'hi havia dos o més.

### Piràmide de població
La piràmide de població per edats i sexe el 2009 era:
| Homes | Edats   | Dones |
| ----- | ------- | ----- |
| 4     | 95 o +  | 0     |
| 0     | 90 a 94 | 4     |
| 4     | 85 a 89 | 8     |
| 0     | 80 a 84 | 8     |
| 8     | 75 a 79 | 4     |
| 20    | 70 a 74 | 12    |
| 12    | 65 a 69 | 20    |
| 16    | 60 a 64 | 8     |
| 8     | 55 a 59 | 16    |
| 32    | 50 a 54 | 24    |
| 16    | 45 a 49 | 20    |
| 12    | 40 a 44 | 12    |
| 28    | 35 a 39 | 20    |
| 16    | 30 a 34 | 28    |
| 4     | 25 a 29 | 4     |
| 12    | 20 a 24 | 12    |
| 12    | 15 a 19 | 28    |
| 24    | 10 a 14 | 28    |
| 16    | 5 a 9   | 16    |
| 12    | 0 a 4   | 16    |

## Economia
El 2007 la població en edat de treballar era de 336 persones, 260 eren actives i 76 eren inactives. De les 260 persones actives 250 estaven ocupades (133 homes i 117 dones) i 10 estaven aturades (5 homes i 5 dones). De les 76 persones inactives 28 estaven jubilades, 25 estaven estudiant i 23 estaven classificades com a «altres inactius».

### Ingressos
El 2009 a Prunet hi havia 215 unitats fiscals que integraven 557 persones, la mediana anual d'ingressos fiscals per persona era de 15.954 €.

### Activitats econòmiques
Dels 14 establiments que hi havia el 2007, 7 eren d'empreses de construcció, 1 d'una empresa de comerç i reparació d'automòbils, 2 d'empreses d'hostatgeria i restauració, 1 d'una empresa financera, 1 d'una empresa immobiliària i 2 d'empreses de serveis.
Dels 8 establiments de servei als particulars que hi havia el 2009, 2 eren paletes, 1 guixaire pintor, 2 lampisteries, 2 electricistes i 1 restaurant.
L'any 2000 a Prunet hi havia 41 explotacions agrícoles que ocupaven un total de 1.887 hectàrees.

## Equipaments sanitaris i escolars
El 2009 hi havia una escola elemental.

## Poblacions més properes
El següent diagrama mostra les poblacions més properes.